# Borough (Metropolitano de Londres)
Borough é uma estação do Metropolitano de Londres na área de Borough do borough londrino de Southwark no Centro de Londres, Inglaterra. A estação fica no ramal Bank da linha Northern entre as estações Elephant & Castle e London Bridge. Está na Zona 1 do Travelcard.
A entrada da estação fica em Borough High Street (parte da A3), na esquina da Marshalsea Road. A A2 termina em frente a ela.

## História

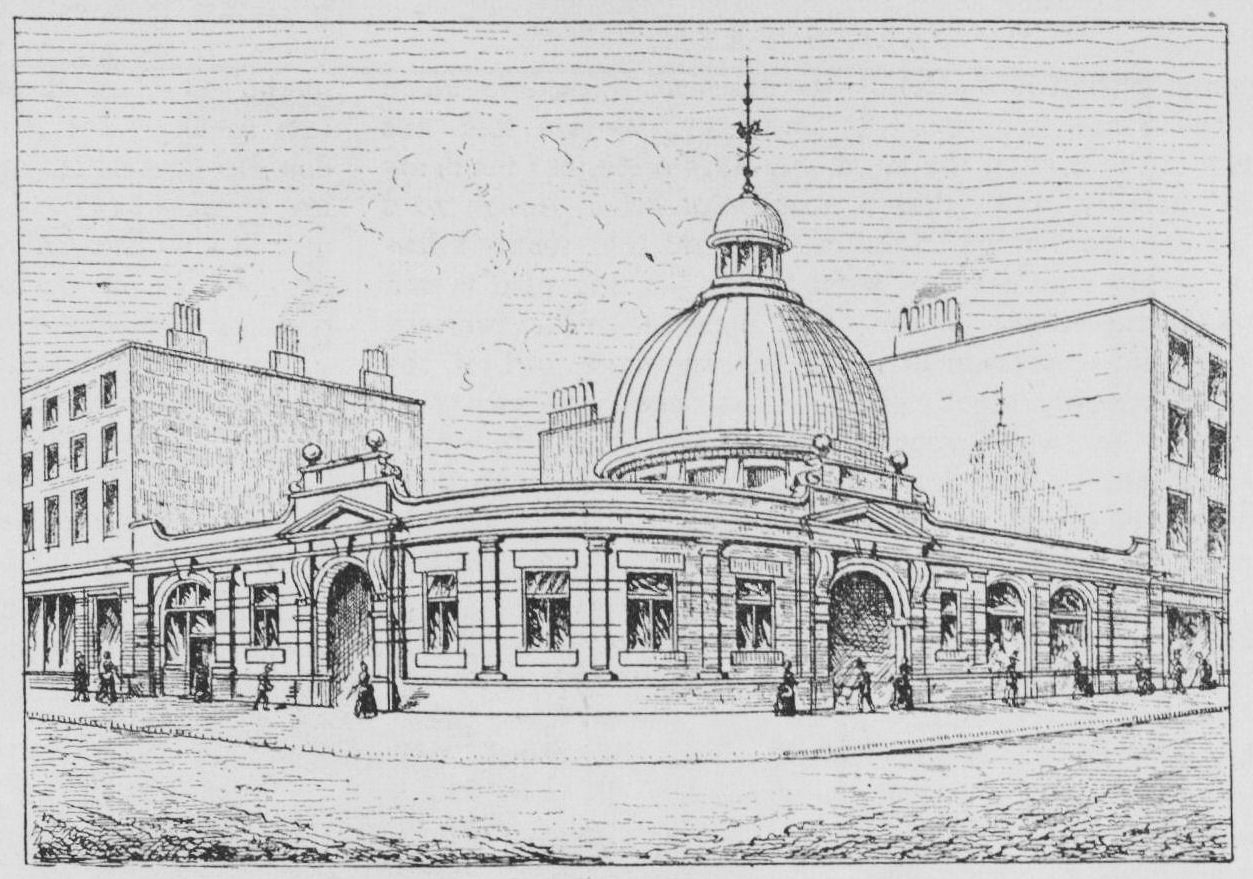
Estação Borough em 1890

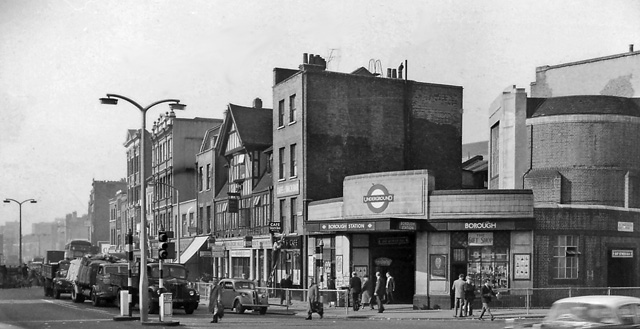
Entrada da estação em 1961

A estação foi inaugurada em 18 de dezembro de 1890 como parte da primeira ferrovia de tubo de nível profundo bem-sucedida, a City and South London Railway (C&SLR), e foi reconstruída na década de 1920, quando os túneis foram ampliados.

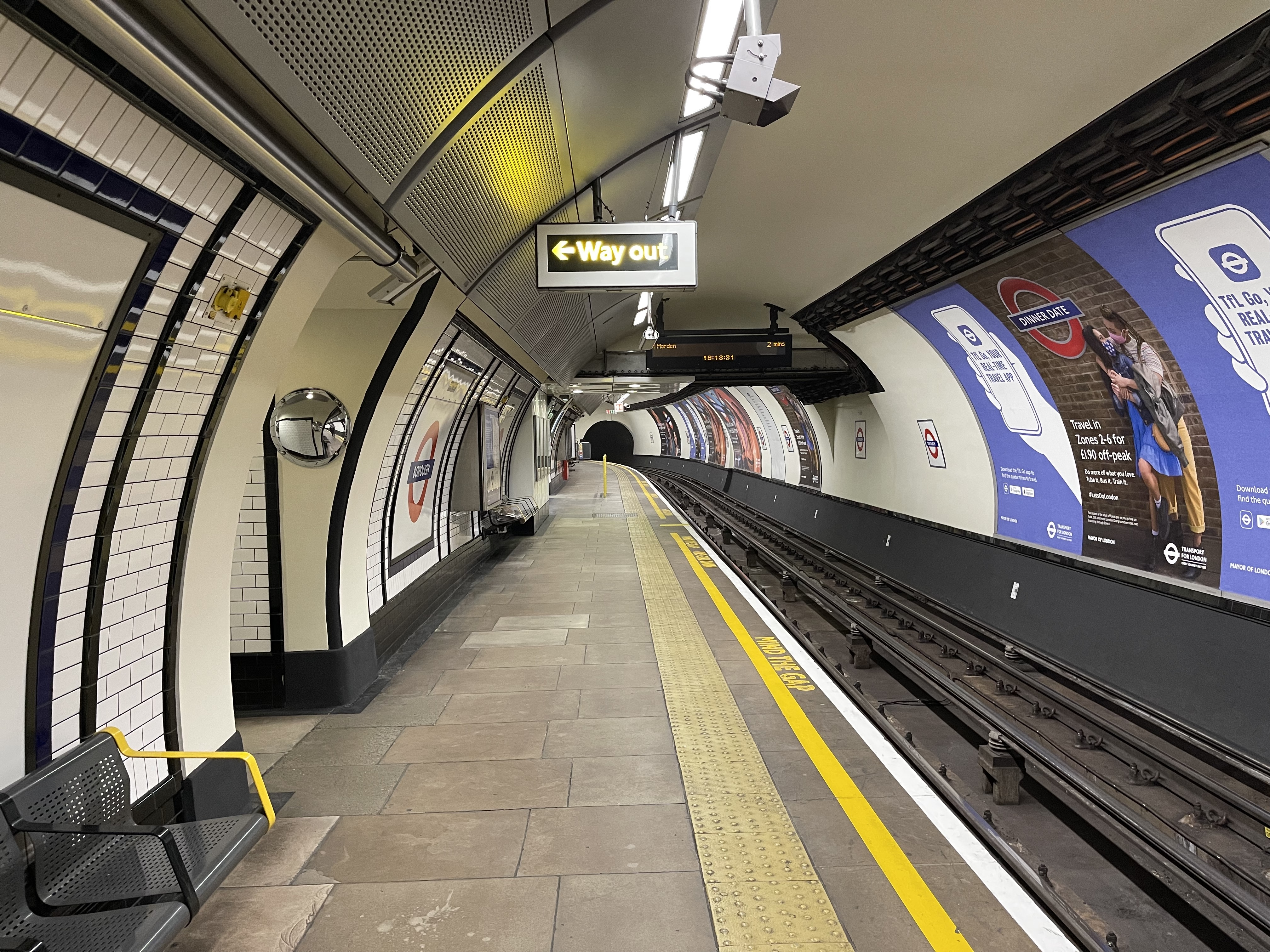
Plataforma Sul, olhando para o Norte, após remodelação de 2022. Esta plataforma está diretamente abaixo da plataforma norte. Só é acessível através de um lance de escadas estreito, conforme indicado. O arco da passagem de saída é quase totalmente escondido por painéis modernos

Embora pouco do edifício de superfície original permaneça em Borough, ele originalmente tinha uma grande semelhança com a estação Kennington. Essas semelhanças se estenderam ao layout abaixo do solo, embora aqui seja Kennington que não mantém mais o design original. A estação Borough tem acesso nivelado à plataforma norte a partir dos elevadores, tornando esta plataforma acessível a pessoas com restrições de mobilidade. A plataforma para o sul é um andar inferior, acessível apenas por escadas estreitas; os acabamentos arquitetônicos originais foram obscurecidos pela infraestrutura da estação moderna, mas a aparência original seria comparável àquelas ainda visíveis na plataforma sul em Kennington.
Borough é a mais setentrional das estações C&SLR restantes originais. Ao norte daqui, a ferrovia inicialmente seguiu uma rota diferente da atual, com os túneis indo até o terminal original em King William Street. Esta rota foi abandonada em 1900, quando novos túneis em um alinhamento diferente para London Bridge e Moorgate foram abertos. No entanto, os túneis originais passaram perto o suficiente da localização da estação London Bridge para que ainda fossem visíveis através de uma abertura, imediatamente acima do meio da plataforma sul.
Durante a Segunda Guerra Mundial, partes dos túneis abandonados entre Borough e o lado sul do rio Tâmisa foram adaptados em um grande abrigo antiaéreo público por Concelho do Borough de Southwark. O abrigo tinha seis entradas ao longo da Borough High Street; abriu em 24 de junho de 1940 e fechou em 7 de maio de 1945. Uma placa na estação registra isso.
Em 15 de janeiro de 2022, a estação de metrô de Borough fechou temporariamente até meados de maio de 2022, para permitir a conclusão de grandes obras de atualização na Estação Bank. Durante o encerramento, foram realizadas obras de remodelação no Borough. Reabriu em 15 de maio de 2022, embora a abertura oficial tenha ocorrido em 16 de maio de 2022.

## Conexões
As linhas de ônibus de Londres 21, 35, 133, 343 e C10 e as linhas noturnas N21, N133 e N343 servem a estação.